# Anton Radl

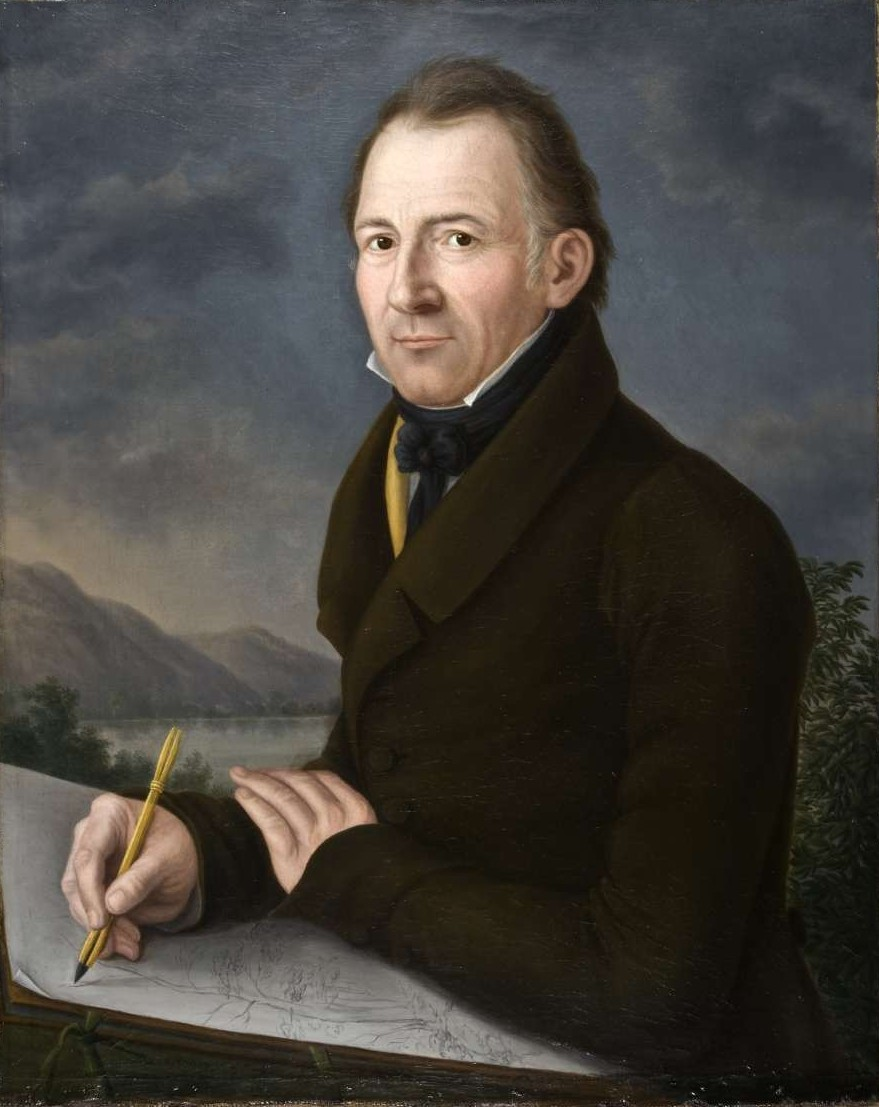
Retrato de Anton Radl, óleo sobre lienzo de Ursula Magdalena Reinheimer, Museo de Historia de Frankfurt, circa 1830.

Anton Radl (Viena, 15 de abril de 1772-Fráncfort, 4 de marzo de 1852) fue un pintor y grabador germano-austríaco.

## Biografía
Hijo de un artista, hizo sus estudios artísticos en la Academia de Dibujo de Viena, pero para no ser alistado en el ejército huyó de esta ciudad y se trasladó a Bruselas, donde fue discípulo de Kormer, y en 1794 fijó su residencia en Fráncfort.
Su verdadera especialidad fue el paisaje, y en este género pintó especialmente al óleo, a la aguada y a la acuarela, representando sobre todo bosques. Igualmente, pintó y grabó vistas de las ciudades hanseáticas del norte, los principales castillos del río Meno y de numerosos puntos notables de Fráncfort y sus alrededores. En el grabado se dio a conocer en la reproducción de un cierto número de cuadros de los grandes maestros, siendo los más importantes El buey blanco de Paulus Potter y La caza del oso de Frans Snyders.